# Cajetan von Felder
Pour les articles homonymes, voir Felder.
Cajetan Freiherr von Felder, né le 19 septembre 1814 à Vienne et mort le 30 novembre 1894 dans cette même ville, est un juriste et un entomologiste autrichien, spécialiste des lépidoptères. Homme politique d'idéologie libérale, il est bourgmestre de Vienne de 1868 à 1878, participant à l'amélioration des infrastructures de la capitale impériale et ordonnant de nouvelles constructions. 

## Biographie
Felder est devenu orphelin dans ses jeunes années : il perd sa mère à l'âge de huit ans et son père à l'âge de douze ans. Il a un frère, Carl, et une sœur, Amalie. Il poursuit ses études à la pension du lycée classique des bénédictins de l'abbaye de Seitenstetten, puis au lycée de Brünn où enseigne son oncle maternel et tuteur, Franz Zrza. Ensuite, il étudie le droit à l'université de Vienne de 1834 à 1838. Il s'intéresse depuis son jeune âge à la littérature des auteurs classiques de l'Antiquité, aux langues étrangères et aux sciences naturelles. Il fait un grand tour de l'Europe à pied à travers la Suisse, la Hollande, l'Angleterre, l'Écosse, puis l'Irlande, la Belgique, la France, l'Espagne et enfin la Sicile.
En 1838-1840, il travaille auprès du bourgmestre de la ville de Brünn et ensuite pendant sept ans en tant que Konzipient auprès de l'avocat viennois Anton Wandratsch. Il est promu au titre de doctor juris de l'université de Vienne en 1841 et épouse le 15 mai de cette année Josefine Sowa, fille d'un médecin de Wischau. Il passe son examen d'avocat en février 1848 auprès de la cour d'appel de Vienne.
Il est élu au conseil du premier district de Vienne en août 1848 et en octobre au conseil municipal de la ville qu'il quitte un an plus tard. Il se consacre avec succès à sa carrière professionnelle qui lui permet d'acquérir une clientèle importante. Il retourne au conseil municipal en 1861 s'occupant de diverses commissions d'aménagement de la capitale.
Après la mort soudaine du bourgmestre Andreas Zelinka, il est élu bourgmestre de la ville le 20 décembre 1868. Son adversaire est Julius Newald qui deviendra son adjoint. Réélus trois fois, Felder occupa le poste jusqu'en 28 juin 1878. De 1869 à 1880, il est également vice-président du Landtag en Basse-Autriche. Pendant son mandat, la première pierre du nouveau hôtel de ville sur le Ring est posée en 1872 et l'Exposition universelle de 1873 se déroule à Vienne.
Sa fille Marie épouse l'avocat Frank en 1868. Il reçoit de François-Joseph en décembre 1869 le droit de siéger à vie à la chambre des seigneurs. Il est anobli en 1878 avec le titre de baron (Freiherr) et prend dès lors la particule von. Sa femme, malade depuis longtemps, meurt en 1879.

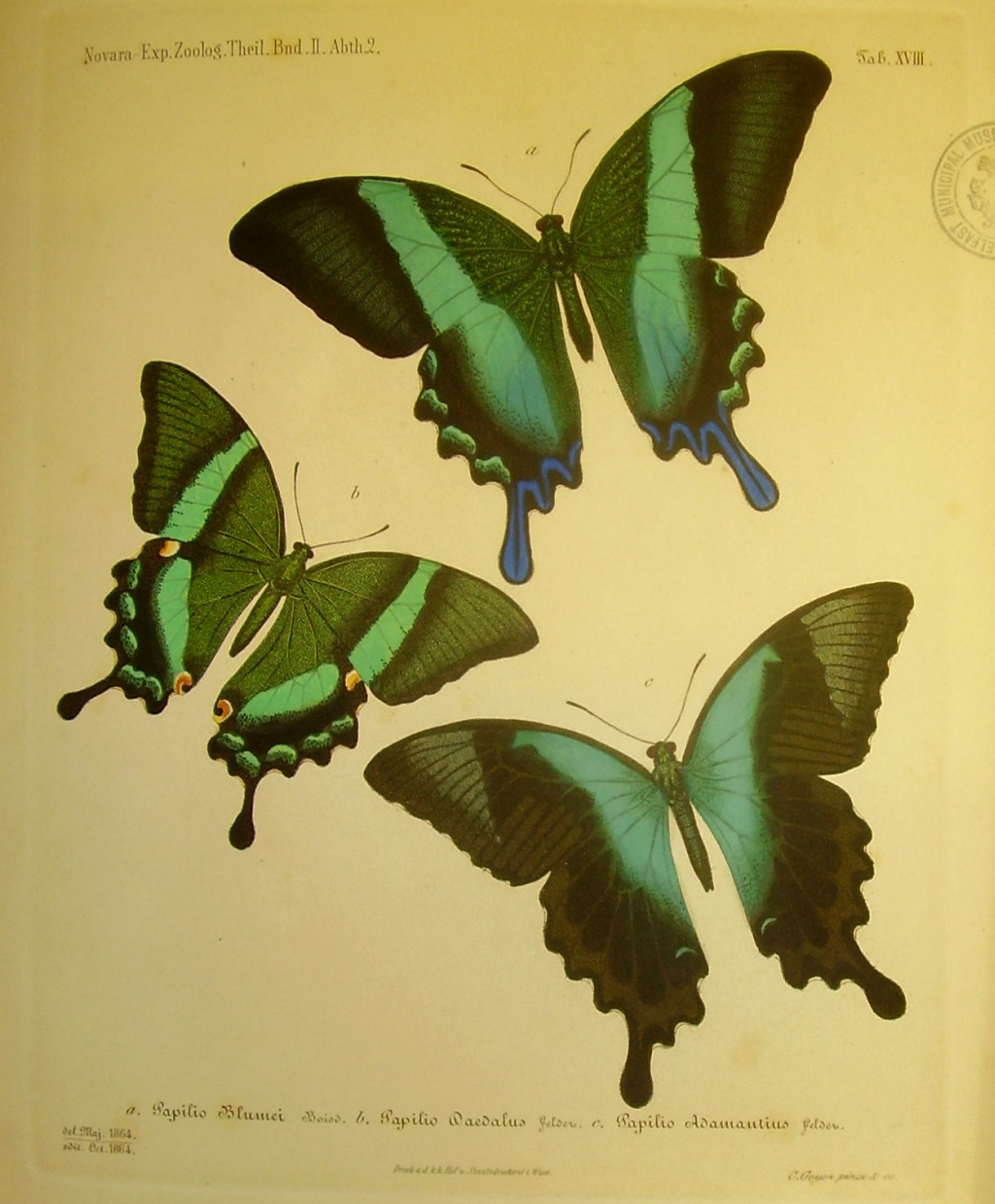
Page du Reise Fregatte Novara. Lepidoptera. 1. Rhopalocera, Papilionidae

Avec Alois Friedrich Rogenhofer (1831-1897), il fait paraître Reise Fregatte Novara. Lepidoptera [Voyage de la frégate Novara autour du monde. Lepidoptera] en trois volumes de 1865 à 1867. Avec l'aide de son fils, Rudolf Felder (mort en 1871 à l'âge de vingt-huit ans), il amasse une collection immense de coléoptères et de papillons qui se trouve aujourd'hui au Muséum d'histoire naturelle de Vienne et à celui de Londres. Une recension d'environ mille lettres et cartes postales du monde entier destinées au baron von Feder entre 1856 et 1891 est conservée au Muséum d'histoire naturelle de Vienne: c'est une collection unique de témoignages d'entomologistes du XIXe siècle.
Il passe les dernières années de sa vie, de plus en plus aveugle, à dicter ses souvenirs. Il est enterré au cimetière de Weidling en Basse-Autriche. Une rue porte son nom à Vienne dans le Ier arrondissement.

## Liste partielle des publications

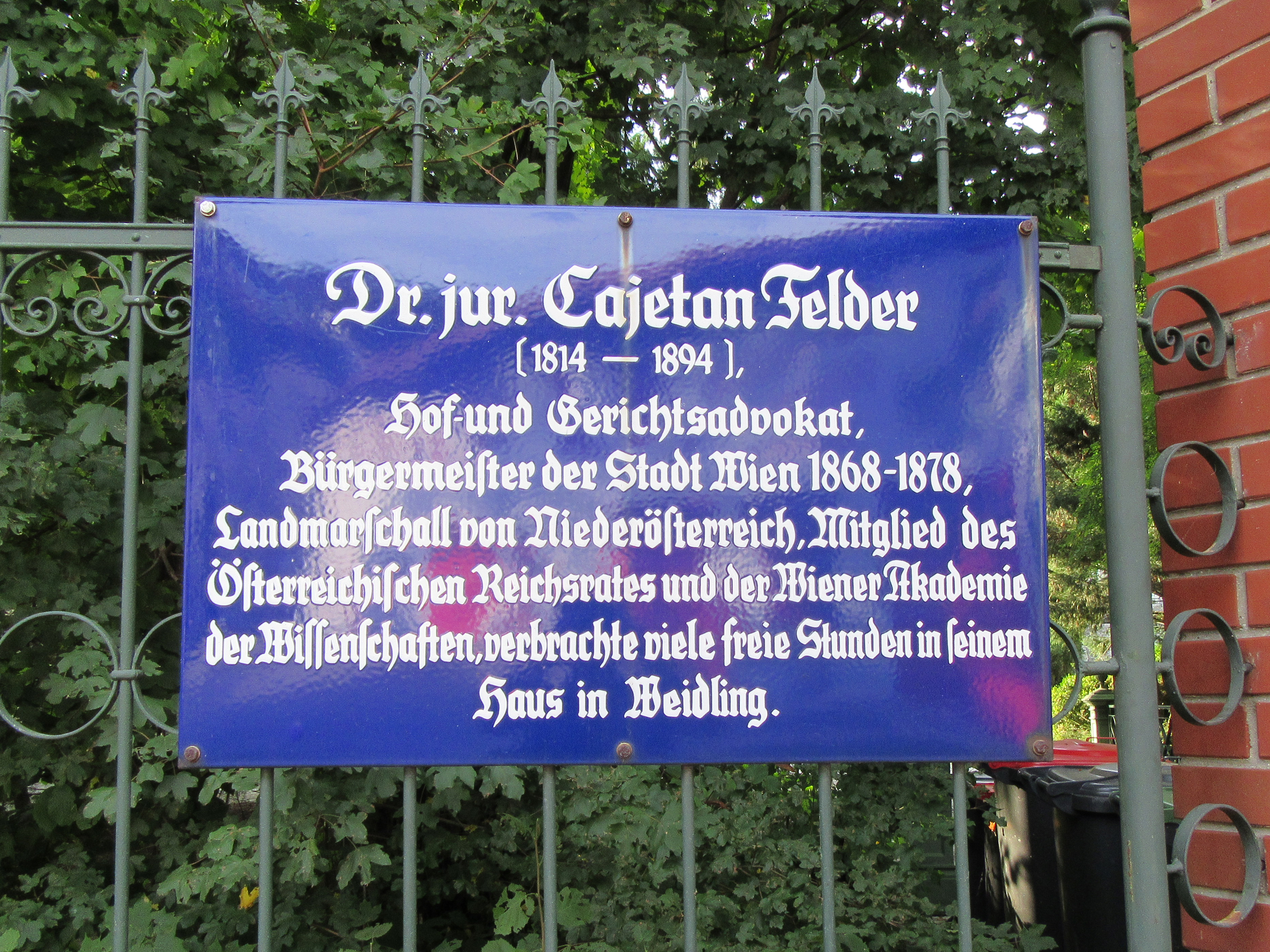
Plaque commémorative.

- 1865 : avec Rudolf Felder (1842-1871), Reise der österreichischen Fregatte Novara um die Erde in den Jahren 1857, 1858, 1859 unter den Behelfen des Commodore B. von Wüllkerstorf-Urbair. Zoologischer Theil. Zweiter Band. Zweite Abtheilung: « Lepidoptera. » Wien, Carl Gerold’s Sohn, pp. [2] + 137–378, pls. 22–47.
- 1964 : Erinnerungen eines Wiener Bürgermeisters [Souvenirs d'un maire de Vienne], Forum-Verlag, édition présentée par Felix Czeike, Vienne